# Danijel Grgić
Danijel Grgić (* 26. März 1977 in Travnik) ist ein kroatischer Handballtrainer und ehemaliger Handballspieler.

## Spielerkarriere
Der 1,86 Meter große Rückraumspieler spielte bis 1998 bei Badel 1862 Zagreb, von 1998 bis 2002 beim Stralsunder HV, von 2002 bis 2003 bei der SG Willstätt-Schutterwald, von 2003 bis 2005 beim ThSV Eisenach, von 2005 bis 2006 bei Agram-Medvescak Zagreb und ab 2006 bei der HG Saarlouis. Im Sommer 2014 beendete er in Saarlouis seine Karriere.
Mit Badel Zagreb spielte Grgić 1996 und 1997 in der EHF Champions League. Mit Willstätt/Schütterwald und Eisenach spielte er in der Bundesliga. Beim Stralsunder HV wurde er in der 2. Bundesliga einmal bester Torschütze (245 Tore).
Für die kroatische Männer-Handballnationalmannschaft absolvierte er 26 Spiele.

## Trainer
Nach seiner aktiven Karriere trainierte der B-Lizenz-Inhaber bei der HG Saarlouis die zweite Mannschaft und die A-Jugend. 2016 wurde er Trainer des damaligen Oberligisten VTZ Saarpfalz. Unter ihm gelang der Aufstieg in die 3. Liga. Danach war er ab 2020 Jugendkoordinator und Nachwuchstrainer bei der HG Saarlouis. Zwischen 2021 und 2023 war er Trainer bei HB Esch. In seiner ersten Saison dort holte man den Meistertitel. In der folgenden Saison gelang die Titelverteidigung.
Seit Februar 2024 ist er Jugendkoordinator beim ThSV Eisenach. Ab Sommer 2025 steht er als Co-Trainer neben Misha Kaufmann beim Bundesligisten TVB Stuttgart unter Vertrag.

## Sonstiges
Danijel Grgić ist verheiratet und hat zwei Kinder. Sein Sohn Marko Grgić spielt ebenfalls professionell Handball.